# Albano Lacus
Albano Lacus est un lac de Titan, satellite naturel de Saturne.

## Caractéristiques
Son diamètre est de 6,2 km. Il a reçu le nom du lac d'Albano, un lac d'Italie.